# Cristóvão de Alencar
Armando de Lima Reis que utilizava por vezes o pseudônimo/nome artístico de Cristóvão de Alencar (São Paulo, 8 de janeiro de 1910 - Rio de Janeiro, 23 de novembro de 1983), foi um compositor, radialista e jornalista brasileiro. Era integrante da equipe do Mundo Sportivo quando em 1932 houve a criação do primeiro concurso de escolas de samba, participando de sua organização